# A1 Team Frankrijk
Het A1 Team Frankrijk was een Frans raceteam dat deelnam aan de A1 Grand Prix.
Eigenaar van het team was Jean-Paul Driot. De wagen was bedekt met een afbeelding van de Franse vlag.
Frankrijk won in het seizoen 2005/06 het kampioenschap, hiermee werden ze de eerste kampioen van de A1GP. De drie seizoenen erna eindigden ze respectievelijk vierde, vierde en vijfde in het kampioenschap. In totaal won het team 15 races, waarvan 13 in het eerste seizoen.

## Coureurs
De volgende coureurs hebben gereden voor Frankrijk, met tussen haakjes het aantal races.
- Loïc Duval (26, waarvan 2 overwinningen)
- Nicolas Lapierre (23, waarvan 6 overwinningen)
- Alexandre Prémat (11, waarvan 7 overwinningen)
- Nicolas Prost (8)
- Jean Karl Vernay (4)
- Franck Montagny (4)
- Jonathan Cochet (2)